# Memories〜安全地帯バラードセレクション
『memories〜安全地帯バラードセレクション』（メモリーズ～あんぜんちたいバラードセレクション）は、日本のロックバンドである安全地帯の企画ベスト・アルバム。
1996年4月25日にキティエンタープライズからCDにてリリースされた。ベスト・アルバムとしては前作『安全地帯 テーマソングス』（1995年）からおよそ8か月振りにリリースされた作品であり、安全地帯の楽曲の中からバラードのみが選曲されている。
本作は安全地帯の多数の楽曲の作詞を手掛けてきた作詞家の松井五郎がプロデュースを担当しており、松井が作詞を担当した楽曲の内、安全地帯のシングルおよびアルバム収録曲からバラード曲のみが選曲されている他、「Only You」のみ玉置浩二のソロ楽曲からの選曲となっている。また松井が作詞を担当していない「ワインレッドの心」（1983年）等の代表曲となるシングル曲は選考から外されている他、13枚目のシングル「friend」（1986年）を除きシングルA面曲は収録されておらず、すべてシングルのカップリング曲およびアルバム収録曲から選曲されている。

## 収録曲
- 17曲目はインストゥルメンタルになっている。

| #         | タイトル                 | 作詞      | 作曲      | 編曲                         | 時間  |
| --------- | ------------------------ | --------- | --------- | ---------------------------- | ----- |
| 1.        | 「あなたに」             | 松井五郎  | 玉置浩二  | 星勝、安全地帯               | 3:49  |
| 2.        | 「青空」                 | 松井五郎  | 玉置浩二  | 星勝、安全地帯               | 3:13  |
| 3.        | 「夢のつづき」           | 松井五郎  | 玉置浩二  | 星勝、安全地帯               | 4:36  |
| 4.        | 「friend」               | 松井五郎  | 玉置浩二  | 星勝、安全地帯               | 3:58  |
| 5.        | 「ほゝえみ」             | 松井五郎  | 玉置浩二  | 星勝、安全地帯、BAnaNA       | 3:39  |
| 6.        | 「ひとりぼっちの虹」     | 松井五郎  | 玉置浩二  | 星勝、安全地帯、BAnaNA       | 2:43  |
| 7.        | 「…ふたり…」             | 松井五郎  | 玉置浩二  | 星勝、安全地帯               | 3:26  |
| 8.        | 「海と少年」             | 松井五郎  | 玉置浩二  | 星勝、安全地帯、BAnaNA       | 2:51  |
| 9.        | 「Only You」             | 松井五郎  | 玉置浩二  | ランディ・カーバー           | 3:30  |
| 10.       | 「アトリエ」             | 松井五郎  | 玉置浩二  | 星勝、安全地帯               | 2:55  |
| 11.       | 「あのとき……」           | 松井五郎  | 玉置浩二  | 星勝、安全地帯、BAnaNA       | 3:49  |
| 12.       | 「朝の陽ざしに君がいて」 | 松井五郎  | 玉置浩二  | ストリングス・アレンジ: 星勝 | 4:20  |
| 13.       | 「時計」                 | 松井五郎  | 玉置浩二  | 星勝、安全地帯、BAnaNA       | 2:16  |
| 14.       | 「風」                   | 松井五郎  | 玉置浩二  | 星勝、安全地帯               | 3:59  |
| 15.       | 「ともだち」             | 松井五郎  | 玉置浩二  | 安全地帯                     | 3:59  |
| 16.       | 「夢の都」               | 松井五郎  | 玉置浩二  | 安全地帯                     | 2:28  |
| 17.       | 「あなたに (reprise)」   |           | 玉置浩二  | 星勝、安全地帯、BAnaNA       | 1:37  |
| 合計時間: | 合計時間:                | 合計時間: | 合計時間: | 合計時間:                    | 57:08 |

## リリース日一覧
| No. | リリース日    | レーベル               | 規格 | カタログ番号 | 備考 | 出典        |
| --- | ------------- | ---------------------- | ---- | ------------ | ---- | ----------- |
| 1   | 1996年4月25日 | キティエンタープライズ | CD   | KTCR-1368    |      | [ 2 ] [ 3 ] |